# Alexis Peterson
Alexis Ganay Peterson (Columbus, 20 giugno 1995) è una cestista statunitense naturalizzata tedesca, professionista nella WNBA.

## Carriera
È stata selezionata dalle Seattle Storm al secondo giro del Draft WNBA 2017 (15ª scelta assoluta).